# Gamze Bulutová
Gamze Bulutová (* 3. srpna 1992, Eskişehir) je turecká atletka, běžkyně, která se věnuje středním tratím, zejména běhu na 1500 metrů.

## Kariéra
Dne 1. července 2012 vybojovala na ME v atletice v Helsinkách stříbrnou medaili (4:06,04). Zlato získala její starší krajanka Aslı Çakır Alptekin, která cílem proběhla o 73 setin dříve a bronz Ukrajinka Anna Miščenková. Na Letních olympijských hrách v Londýně nepatřila mezi hlavní kandidátky na medaili. Přesto se však do finále probojovala druhým nejrychlejším semifinálovým časem. Výkonem 4:01,18 si navíc vylepšila osobní rekord. Ve finálovém závodě, kde se rozhodovalo v posledních metrech nakonec vybojovala v čase 4:10,40 stříbrnou olympijskou medaili. Zlato, stejně jako na ME v Helsinkách získala Aslı Çakır Alptekin, která byla o 17 setin rychlejší a bronz brala etiopská rodačka reprezentující Bahrajn Marjam Jusuf Džamálová, která na vítězku ztratila 51 setin.
Obě medaile z vrcholnýh akcí jí však byly později odebrány díky nesrovnalostem v biologickém pasu.

### Osobní rekordy
- 1500 m – 4:01,18 – 8. srpna 2012, Londýn
- steeplechase – 9:34,88 – 19. května 2012, İzmir